# Pupiales
Pupiales est une municipalité située dans le département de Nariño en Colombie.